# Egidemia fowleri
Egidemia fowleri är en insektsart som först beskrevs av William Lucas Distant 1908.  Egidemia fowleri ingår i släktet Egidemia och familjen dvärgstritar. Inga underarter finns listade i Catalogue of Life.